# Підвисоцька сільська рада (Снятинський район)
| Підвисоцька сільська рада — колишній орган місцевого самоврядування у Снятинському районі Івано-Франківської області з адміністративним центром у с. Підвисоке. Сільській раді підпорядковані населені пункти: - с. Підвисоке |

## Склад ради
Рада складається з 20 депутатів та голови.

### Керівний склад ради
| ПІБ                     | Основні відомості                                                                     | Дата обрання | Дата звільнення |
| ----------------------- | ------------------------------------------------------------------------------------- | ------------ | --------------- |
| Юрійчук Дмитро Іванович | Сільський голова, 1966 року народження, освіта                                        | 26.03.2006   | 31.10.2010      |
| Юрійчук Дмитро Іванович | Сільський голова, 1966 року народження, освіта вища, член Української Народної Партії | 31.10.2010   |                 |

Примітка: таблиця складена за даними джерела